# Валявина, Елена Юрьевна
Валявина, Елена Юрьевна (21 августа 1966, Ленинград, СССР) — российский юрист, бывший судья Высшего арбитражного суда Российской Федерации, ранее занимавшая должность первого заместителя Председателя Высшего арбитражного суда Российской Федерации.

## Биография
Окончила юридический факультет Ленинградского государственного университета (1988) с отличием, аспирантуру юридического факультета Ленинградского государственного университета (2004). Кандидат юридических наук (2004; тема диссертации: «Религиозная организация как субъект гражданского права»).
1988—2005 годах обучалась в аспирантуре, занималась научно-педагогической деятельностью на юридическом факультете Ленинградского государственного университета им. А. А. Жданова.
С 1993 года работала по специальности на различных должностях, в том числе в должности первого заместителя начальника Управления юстиции Санкт-Петербурга.

### Судья
Постановлением Совета Федерации Федерального Собрания Российской Федерации от 5 октября 2005 года № 303-СФ назначена на должность первого заместителя Председателя Высшего Арбитражного Суда Российской Федерации.
Процедура назначения Валявиной Елены Юрьевны на должность первого заместителя Председателя ВАС РФ была оспорена Фурсовым Дмитрием Александровичем, другим кандидатом на эту должность, в Верховный Суд Российской Федерации, а впоследствии — в Конституционный Суд Российской Федерации.
В удовлетворении его жалоб гражданину Фурсову Д. А. было отказано:
- Решением Верховного Суда Российской Федерации от 04 октября 2005 года;
- Определением Кассационной коллегия Верховного Суда Российской Федерации от 1 декабря 2005 года;
- Определением Конституционного Суда Российской Федерации от 12 июля 2006 года № 263-О "Об отказе в принятии к рассмотрению жалобы гражданина Фурсова Дмитрия Александровича на нарушение его конституционных прав положениями пункта 1 и абзаца третьего пункта 8 статьи 5 Закона Российской Федерации «О статусе судей в Российской Федерации».

В 2008 году Е. Ю. Валявина выступила в качестве свидетеля в Дорогомиловском районном суде города Москвы, рассматривавшем иск о защите чести и достоинства сотрудника Администрации Президента РФ Валерия Боева к журналисту Владимиру Соловьёву (Соловьёв в эфире одной из радиостанций обвинил Боева в оказании давления на суды и судей России), и подтвердила факты попыток оказания на неё давления со стороны Боева по ряду находившихся у неё в производстве дел. После заслушивания показаний Валявиной Боев заявил об отказе от иска к Соловьёву.
5 октября 2011 года истек срок полномочий Елены Валявиной в качестве первого заместителя Председателя ВАС РФ. 6 октября 2011 года по представлению Председателя Высшего Арбитражного Суда Российской Федерации — Антона Иванова, Елена Валявина решением Пленума Высшего арбитражного суда была утверждена в качестве судьи ВАС РФ, члена административной судебной коллегии.
Входила в состав Дисциплинарного судебного присутствия. Имеет высший квалификационный класс судьи.
При объединении Верховного и Высшего Арбитражного судов РФ летом 2014 года в состав объединённого Верховного Суда Российской Федерации не вошла, таким образом, полномочия Е. Ю. Валявиной как судьи прекратились 6 августа 2014 года — с даты упразднения Высшего Арбитражного Суда России.

### В отставке
В настоящее время — главный аналитик Института статистических исследований и экономики знаний Высшей школы экономики.

## Научные интересы
Автор более 20 научных работ по проблемам гражданского права.

## Труды
- Статья «Развитие законодательства о некоммерческих организациях». «Журнал российского права», 2009, № 1.